# Yevgueni Primakov
Yevgueni Maksímovich Primakov (en ruso, Евгений Максимович Примаков; Kiev, 29 de octubre de 1929-Moscú, 26 de junio de 2015) fue un político ruso que desempeñó altos cargos durante los últimos años de la Unión Soviética y luego fue ministro de Asuntos Exteriores y presidente del Gobierno de Rusia.

## Primeros años
Aunque nació en Ucrania, creció en Tiflis, Georgia. Estudió en el Instituto de Estudios Orientales de Moscú, donde se graduó en 1953 y además culminó su especialización de postgrado en la Universidad Estatal de Moscú. Desde 1956 hasta 1970, trabajó como periodista para la radio soviética y como corresponsal en el Medio Oriente del diario Pravda. Se dice que desempeñó además misiones de inteligencia en el medio Oriente y Estados Unidos para el KGB, de la que habría llegado a ser general.

## Carrera política
Entre 1970 y 1977, se desempeñó como diputado Director del Instituto de Economía Mundial y Relaciones Internacionales de la Academia de Ciencias. De 1977 a 1985, fue director del Instituto de Estudios Orientales de la Academia y Primer Diputado del Comité Soviético de Paz. En 1985, retornó al Instituto de Economía Mundial y Relaciones Internacionales como Director, hasta 1989.
Primakov hizo su aparición directa en la escena política en 1989, como presidente del Soviet de la Unión, una de las dos cámaras del Soviet Supremo de la URSS. En 1990 y 1991, fue integrante del Consejo presidencial de Mijaíl Gorbachov. Fue enviado especial de Gorbachov a Irak, en plena guerra del Golfo, y mantuvo negociaciones con Saddam Hussein. Tras el fracasado golpe de Estado de 1991 fue designado jefe del KGB y luego Director del servicio de inteligencia en el extranjero de la Federación de Rusia, la SVR, desempeñando ese cargo desde 1991 hasta 1996.

## Ministro de Relaciones Exteriores
Primakov fue ministro de Relaciones Exteriores de Rusia desde enero de 1996 hasta septiembre de 1998. Ganó respeto en casa y en el extranjero por su política pragmática para defender los intereses de Rusia frente a la expansión de la OTAN, incluso en las negociaciones de cinco meses que llevaron a firmar el Acta del 27 de mayo de 1997, con el secretario general de la OTAN, Javier Solana, dando fin a la Guerra Fría.
Fue un destacado defensor del multilateralismo como alternativa a la hegemonía estadounidense. Primakov siguió una política exterior basada en la "mediación de bajo costo" y el mantenimiento de la influencia rusa en las ex repúblicas soviéticas y el Medio Oriente. Esta política ha sido conocida como la "Doctrina Primakov". Promovió además la alianza entre Rusia, China e India como un "triángulo estratégico" para contrabalancear el poderío estadounidense.

## Presidente del Gobierno
Luego de que la Duma rechazara el intento de Borís Yeltsin para volver a designar a Víktor Chernomyrdin como presidente del Gobierno, en septiembre de 1998, Yeltsin nombró a Primakov en el cargo como figura de compromiso con la mayoría del parlamento. Como presidente del Gobierno tuvo el suficiente prestigio para lograr la aprobación de medidas difíciles, como la reforma tributaria y otros éxitos. El 24 de marzo de 1999, Primakov se dirigía a Washington para una visita oficial; volaba sobre el Atlántico, cuando se enteró de que la OTAN había comenzado los bombardeos aéreos sobre Yugoslavia. Primakov decidió en pleno vuelo cancelar la visita y ordenó que la aeronave regresara a Moscú, en la que se llamó Vuelta de Primakov.
Su oposición al unilateralismo estadounidense fue muy popular entre los rusos, así como la operación de las tropas rusas que ordenó en el aeropuerto de Pristina, con la que sorprendió a las fuerzas de la OTAN al terminar la guerra de Kosovo. Los analistas interpretan la destitución de Primakov por Yeltsin el 12 de mayo de 1999 como una reacción a la posibilidad de tener que ceder el gobierno a una personalidad más popular. Primakov incluso se había negado a destituir a funcionarios comunistas al tiempo que el Partido Comunista de la Federación Rusa preparaba una acusación formal para destituir al presidente. Finalmente, Yeltsin renunció al finalizar el año para ceder el gobierno a Vladímir Putin.

## Diputado y representante especial
Antes de la renuncia de Yeltsin, Primakov apoyó la coalición electoral Patria - Toda Rusia (Отечество — Вся Россия), que era la principal opositora al partido pro-Putin, Rusia Unida. Inicialmente considerado el hombre a batir, Primakov fue rápidamente derrotado por los seguidores de Vladímir Putin en las elecciones para la Duma en diciembre de 1999. Primakov oficialmente abandonó su candidatura presidencial en una entrevista por televisión el 4 de febrero de 2000 a menos de dos meses de las elecciones y llegó a ser un asesor de Putin y su aliado político. El  14 de diciembre de 2001, Primakov fue designado presidente de la Cámara de Comercio e Industria de Rusia.
En febrero y marzo de 2003, visitó Irak para conversar con el presidente Saddam Hussein, en calidad de representante especial del presidente Vladímir Putin. Trató de evitar que se desataran la guerra y la invasión a Irak, esfuerzo realizado con el apoyo de varios países. En noviembre de 2004, Primakov fue testigo de la defensa en el juicio contra Slobodan Milošević.
El 11 de diciembre de 2007, Primakov dijo, en una reunión con Putin, que el camino seguido por aquel debe continuarse ahora que se prepara para dejar la Presidencia en 2008. Afirmó que hay dos amenazas si se sigue por ese camino: una es el neoliberalismo y la oligarquía, la otra está formada por aquellos que buscan fusionar sus negocios con el aparato del Estado para crear una "sociedad de mercado administrado".

### Muerte
Primakov murió en Moscú después de una enfermedad prolongada a la edad de 85 años, como consecuencia de un tumor cerebral.